# 瓦威普 (亞利桑那州)
瓦威普（英語：Wahweap）是位於美國亞利桑那州可可尼諾縣的一個非建制地區。該地的面積和人口皆未知。

## 地理
瓦威普的座標為36°59′48″N 111°29′25″W / 36.99667°N 111.49028°W，而該地的平均海拔高度為1129米（即3704英尺）。